# 士亹
士亹（?—?），春秋时期楚国人。
楚莊王派士亹作为太子箴（楚共王）的师傅，士亹说自己不才，表示推辞。莊王说想要依靠士亹的善德培养太子的善德。」對曰：「善德在于太子，太子想要善，善人就到他身边；如果不想善，善人則不被任用。所以堯有子丹朱，舜有子商均，啟有子五觀，商湯有孙太甲，周文王有子管叔鲜、蔡叔度。这五王都有大德，而有不肖子孙。难道他们不想子孙有善德吗，是子孙不愿意的原因。若百姓昏乱，可以教訓。蠻、夷、戎、狄，他们不臣服很久了，中國已不能使他们服从了。」楚莊王最后用他作为太子的师傅。士亹向申叔时请教如何教导太子，申叔时向他介绍王侯继嗣教育的一系列内容和方法。《汉书·古今人表》将士亹列为下上第七等。